# Lund (Horsens)
Lund es una localidad situada en el municipio de Horsens, en la región de Jutlandia Central (Dinamarca). Tiene una población estimada, a principios de 2021, de 2757 habitantes.
Se encuentra ubicada al este de la península de Jutlandia, al sur de la ciudad de Aarhus y cerca de la costa del mar Báltico.